# ماركوس براونينج
ماركوس براونينج (بالإنجليزية: Marcus Browning)‏ هو لاعب كرة قدم بريطاني، ولد في 22 أبريل 1971 في برستل في المملكة المتحدة. شارك مع منتخب ويلز لكرة القدم. أما مع النوادي، فقد لعب مع نادي بريستول روفيرز ونادي بورنموث ونادي بول تاون ونادي غلوستر سيتي ونادي غيلينغهام ونادي هيرفورد ونادي ويموث وهدرسفيلد تاون.

## وصلات خارجية
- ماركوس براونينج على موقع قاعدة بيانات كرة القدم.إي يو (الإنجليزية)
- ماركوس براونينج على موقع Soccerbase.com (لاعب) (الإنجليزية)